# Чемпионат мира по самбо 1982
Чемпионат мира по самбо 1982 года (6-й по счёту) прошёл в Париже (Франция) 3 — 4 июля в зале Пьера де Кубертена. В соревнования приняли участие представители 11 стран: Болгария, Голландия, Испания, Италия, Монголия, Сенегал, СССР, США, Франция, Швейцария и Япония.

## Медалисты
| Весовая категория | Золото                   | Серебро                   | Бронза                                                 |
| ----------------- | ------------------------ | ------------------------- | ------------------------------------------------------ |
| до 48 кг          | Андрей Ходырев · СССР    | Дунхуудийн Тегче · МНР    | Анжело Арланди · Италия Бочише · Франция               |
| до 52 кг          | Нанзадин Бурегдаа · МНР  | Владимир Белов · СССР     | Иван Парасков · НРБ П. Хакуебард · Нидерланды          |
| до 57 кг          | Виктор Астахов · СССР    | Рене Рамбье · Франция     | Мигель Анхель Гарсиа · Испания Георгий Юсев · Болгария |
| до 62 кг          | Евгений Есин · СССР      | Валентин Минев · НРБ      | Галдангийн Жамсран · МНР Р. Терамаси · Япония          |
| до 68 кг          | Георгий Цветков · НРБ    | Рафик Мадьяров · СССР     | Цэндийн Дамдин · МНР Сакаи · Япония                    |
| до 74 кг          | Жамбалын Ганболд · МНР   | Джон Идаретта · Испания   | Роман Басиров · СССР П. Парент · Франция               |
| до 82 кг          | Магомед Рамазанов · СССР | Жозепино Масида · Франция | Зундуйн Дэлгэрдалай · МНР Эд Касперс · Нидерланды      |
| до 90 кг          | Валерий Пашкин · СССР    | Дамбаявын Цендаюш · МНР   | Хосе Валеро · Испания А. Бушуль · Франция              |
| до 100 кг         | Грег Гибсон · США        | Геннадий Малёнкин · СССР  | Илия Илиев · НРБ Сантьяго Моралес · Испания            |
| свыше 100 кг      | Виталий Кузнецов · СССР  | Педро Солер · Испания     | Крис Долман · Нидерланды Станков · Болгария            |

## Командное первенство
1. СССР;
2. МНР;
3. НРБ;
4. Франция;
5. Испания;
6. Нидерланды.